# Bin Ukishima
Bin Ukishima (japanisch 浮嶋 敏 Ukishima Bin; * 4. September 1967 in der Präfektur Tokio) ist ein ehemaliger japanischer Fußballspieler und -trainer.

## Karriere
Ukishima erlernte das Fußballspielen in der Jugendmannschaft von Nissan Motors. Seinen ersten Vertrag unterschrieb er 1986 bei Nissan Motors. 1991 wechselte er zu Fujitsu. Ende 1995 beendete er seine Karriere als Fußballspieler.
2009 wurde Ukishima Trainer von Yokohama FC Youth. 2011 wechselte er zu Shonan Bellmare. Im Oktober 2019 wurde Ukishima Cheftrainer von Shonan Bellmare.